# Blue Water
Blue Water era il nome in codice ("Rainbow Code" nella terminologia della Forze armate britanniche) per un missile balistico tattico nucleare britannico in sviluppo nei primi anni sessanta. Il Blue Water insieme al Blue Streak, fu pianificato come progetto di sistema d'arma sviluppato in piena autonomia dal Regno Unito, intenzionato a dotarsi durante la guerra fredda di capacità di deterrenza nucleari contro l'allora Unione Sovietica.
A differenza del Blue Streak, il Blue Water fu pensato per il ruolo superficie-superficie per utilizzo contro le truppe di terra, quindi un'arma da teatro di guerra nucleare.

## Storia
Inizialmente denominato "Red Rose" fino al 1957, il missile era stato ideato per avvicendare l'English Electric Corporal. Venne progettato per essere lungo 25 piedi  (7,6 m)  e pesare 3 000 libbre (1 361 kg) in modo da essere trasportabile con un lanciatore costruito modificando un autocarro Bedford.
Il propulsore era un motore a razzo a propellente solido basato sul Cuckoo progettato dalla Bristol Siddeley Engines Ltd e modificato dal Propellant and Explosives Research and Manufacturing Establishment (PERME), che lo portò ad una capacità di spinta di 1 700 libbre (7,6 kN).
Con questa configurazione, il sistema d'arma avrebbe fornito alla British Army uno strumento mobile con capacità nucleari a corto raggio, inizialmente di 30 miglia, poi estese a 70.

### L'evoluzione nucleare
Nell'agosto 1957, il missile doveva essere armato con una testata nucleare di produzione interamente britannica "Indigo Hammer" da 5-10 kt, ma la potenza dell'ordigno risultante venne ritenuta insufficiente dal "War Office", il ministero della difesa britannico, conformemente alle teorie dell'epoca circa l'efficacia delle esplosioni nucleari contro obiettivi rinforzati o trincerati. Vennero allora prese in considerazioni alternative come la "Red Beard" in sviluppo per raggiungere i 50 kt, o configurazioni con altre varianti della "Indigo Hammer", ma lo studio venne accantonato in seguito agli accordi di collaborazione sulle tecnologie nucleari siglati con gli Stati Uniti nel 1958. Dopo gli accordi, l'Atomic Weapons Establishment (AWRE) britannico venne in possesso degli schemi del detonatore nucleare primario statunitense W44 Tsetse primary, utilizzato dagli americani negli ordigni termonucleari. Gli sviluppatori inglesi realizzarono una propria versione da 10 kt della testata cui venne dato il nome in codice "Tony".
Il programma di sviluppo del missile venne portato avanti dalla English Electric Blue Water e prevedeva che il missile sarebbe diventato operativo nel 1966, ma nel 1962 l'allora primo ministro britannico Harold Macmillan cancellò il progetto che aveva già effettuato alcuni lanci di prova.